# Helix vladica
Helix vladica is een slakkensoort uit de familie van de Helicidae. De wetenschappelijke naam van de soort is voor het eerst geldig gepubliceerd in 1898 door Kobelt.